# Toplinski udar
Toplinski udar ili omarica vrlo je sličan sunčanici, s tom razlikom da ne mora nastati kao posljedica izravnog izlaganja suncu. Toplinski udar može se dogoditi radnicima u pekarnici ili u industriji kraj visokih peći - kao i neopreznom vozaču koji sjedne u pregrijan auto, kamperu koji spava u loše postavljenom šatoru ili mornaru kraj pregrijanog brodskog motora.

## Pojava toplinskoga udara
Toplinski udar nastaje zbog (često naglog) prekomjernog povišenja tjelesne temperature i nemogućnosti organizma da temperaturu održi u normalnim granicama. Obično se javlja kada je vlaga u zraku visoka, za vrijeme ljetnih sparina i omare - jer je u takvim uvjetima otežano znojenje i prirodno hlađenje organizma. 

## Simptomi
Prije toplinskog udara, mogu se pojaviti svi prije opisani simptomi toplotne malaksalosti i grčeva - vrtoglavica, žeđ, slabost i malaksalost. Unesrećeni se prestane znojiti zbog dehidracije, te osjeća jaku glavobolju, vrtoglavicu, pulsiranje u grudima i ušima i pretjeranu vrućinu.  
Nastupa naglo i bez najave - iznenadnim kolapsom i padom krvnog tlaka. Koža unesrećenog je topla (vidljivo povišene tjelesne temperature), suha i crvena, a bilo slabo i jako ubrzano. Mogu se javiti grčevi, a zjenice su u početku sužene, pa kasnije proširene. Ovo je težak akutni poremećaj, koji nastaje zbog prestanka termoregulacije organizma - a u najtežim slučajevima može uzrokovati komu i smrt unesrećenog - stoga je neophodna intervencija liječnika.

## Intervencije kod toplinskoga udara
U slučaju toplinskog udara, kao i kod sunčanice, morate intervenirati! Unesrećenom ćete pomoći rashlađivanjem tijela. 
Unesrećenog treba postaviti u hladovinu (izvući iz automobila ili iz potpalublja broda), skinuti mu odjeću i obilno rashlađivati hladnom vodom i oblozima na glavi i vratu, te ga masirati. U isto vrijeme treba pozvati hitnu pomoć. Onesvještenog postavite u bočni položaj i provjeravajte bilo i disanje - u najtežim slučajevima može biti potrebno i reanimirati bolesnika umjetnim disanjem i masažom srca. 
Za vrijeme toplinskog udara tijelo je izgubilo sposobnost regulacije tjelesne temperature, pa se može pregrijati ili u nekim slučajevima i podhladiti. Zbog toga je u težim slučajevima potrebno stalno provjeravati tjelesnu temperaturu - pa prema tome unesrećenog treba hladiti ili zagrijavati, zavisno od njegove tjelesne temperature.
Ako je unesrećeni pri svjesti i ako ne povraća, dajte mu hladne napitke - a nakon toga se obavezno posavjetujte s liječnikom.
Toplinski udar, kao i sunčanica, mogu se spriječiti odijevanjem koje je primjereno klimatskim uvjetima - glavu treba zaštititi prozračnom kapom ili šeširom, a tijelo laganom i prozračnom odjećom. 